# Remilia
Maria Creveling (2 de Fevereiro de 1995 – 27 de Dezembro de 2019), mais conhecida como Remilia, foi uma jogadora profissional de League of Legends. Considerada a primeira mulher e também primeira pessoa trans a competir na League of Legends Championship Series, começando em 2016 como jogadora de suporte para a equipe Renegades. Ficou conhecida por jogar com o personagem Thresh, o que a deu os apelidos de "MadWife" e  "Thresh Queen".

## Início da vida
Maria Creveling nasceu e foi criada em Portland, Maine. Antes de League of Legends, ela era uma jogadora ávida de Age of Mythology e GunZ: The Duel.

## Carreira
Creveling se juntou a sua primeira equipe semi-profissional de League of Legends em julho de 2013, quando foi observada e contratada pela Curse Academy.  Em março de 2015, ela se juntou à lista inaugural da Misfits NA e mudou seu nome no jogo para Remilia, em homenagem à personagem do Projeto Touhou, Remilia Scarlet. Creveling finalmente se classificou para o League of Legends Challenger Series em 16 de junho de 2015, depois que ela e seus companheiros derrotaram o Magnetic no Championship Series Summer Qualifier. O Misfits NA mudou para Renegades logo depois, e a equipe derrotou o Team Coast nas finais de verão 2015 do League of Legends Challenger Series, qualificando-se para o League of Legends Championship Series Spring Split 2016.
No entanto, ela saiu abruptamente da lista inicial depois de jogar um terço dos jogos da temporada, citando a pressão no palco e o assédio online. Dois anos depois, ela esclareceu seus motivos para sair em uma série de tweets, revelando que uma cirurgia malsucedida de redesignação de sexo a deixou com danos graves e permanentes nos nervos de sua região pélvica, o que a fez sofrer uma dor terrível enquanto jogava no palco.
Após um hiato de oito meses no jogo profissional, Maria Creveling se juntou ao time latino-americano Kaos Latin Gamers sob o nome de jogo Sakuya, e jogou pelo time de outubro de 2016 a janeiro de 2017. Após sua saída da Kaos Latin Gamers, ela mudou seu foco para o streaming em tempo integral, mas também jogou por alguns times amadores nos Estados Unidos antes de sua morte repentina no final de 2019.

## Morte
Maria Creveling morreu enquanto dormia em 27 de dezembro de 2019, aos 24 anos.